# Reggenza di Bengkulu Settentrionale
La reggenza di Bengkulu Settentrionale o reggenza di Bengkulu Utara è una reggenza (in indonesiano: kabupaten) dell'Indonesia, situata nella provincia di Bengkulu.
La reggenza è per la maggior parte situata sull'isola di Sumatra, ma comprende anche l'isola di Enggano. Il capoluogo della reggenza è Arga Makmur.